# مولتون شمالی
مولتون شمالی (به انگلیسی: North Molton) یک روستا و محله مدنی در بریتانیا است که در دوون واقع شده‌است. مولتون شمالی ۷۲۱ نفر جمعیت دارد.